# Joan Enric (Josep Maria de Sagarra)
Joan Enric és una obra de teatre en quatre actes i en prosa, original de Josep Maria de Sagarra escrita perquè fos estrenada al teatre Romea de Barcelona a principis del mes de gener de 1919 i que, finalment, fou retirada de l'escena pel mateix autor.
"Joan Enric" fou un fracàs i Sagarra, no només la va excloure de la publicació del seu teatre complet, sinó que va procurar de fer-la desaparèixer, tal com en deixa constància al pròleg esmentat de les "Obres completes" i també a les seves "Memòries".
L'obra fou publicada per l'Institut del Teatre dins de la seva col·lecció "Biblioteca Teatral" l'any 1985.